# Championnat d'Algérie de football 2013-2014
Navigation
Ligue 1
2012-2013 Ligue 1
2014-2015
La saison 2013-2014 de Ligue 1 est la 52e édition du championnat d'Algérie de football et la 4e sous l'ère professionnelle. Le championnat oppose 16 clubs, débute le 24 août 2013 et s'achève le 24 mai 2014.
Cette édition voit la consécration de l'USM Alger, qui remporte son 6e titre de champion d'Algérie, 9 ans après son dernier sacre en 2005. L'ES Sétif, double tenant du titre, termine à la 3e place du classement. La JS Kabylie, après 3 saisons dans le ventre mou du tableau, retrouve le podium en se classant 2e.

## Équipes
| \| ASOC CABBA CRBAF CSC ESS MCEE JSK JSMB MOB JS Saoura MCO RCA Alger Clubs d'Alger : CR Belouizdad USM Alger MC Alger USM El Harrach \| Localisation des clubs engagés dans le championnat. |
| ASOC CABBA CRBAF CSC ESS MCEE JSK JSMB MOB JS Saoura MCO RCA Alger Clubs d'Alger : CR Belouizdad USM Alger MC Alger USM El Harrach                                                           |

### Participants
Légende des couleurs
- Qualifié pour la Ligue des champions de la CAF 2014
- Qualifié pour la Coupe de la confédération 2014
- Promu de Ligue 2 2012-2013

| Club                  | Dernière montée   | Classement 2012-2013 | Stade                          | Capacité | Pelouse     |
| --------------------- | ----------------- | -------------------- | ------------------------------ | -------- | ----------- |
| ASO Chlef             | (24é saison) 2002 | 10                   | Stade Mohamed-Boumezrag        | 18 000   | Synthétique |
| CA Bordj Bou Arreridj | (13é saison)2012  | 13                   | Stade du 20-Août-1955          | 10 000   | Synthétique |
| CRB Aïn Fakroun       | (1er saison)2013  | 1 (L2)               | Stade des frères Demane-Debbih | 12 000   | Synthétique |
| CR Belouizdad         | (49é saison) 1989 | 6                    | Stade du 20-Août-1955          | 12 000   | Synthétique |
| CS Constantine        | (18é saison)2011  | 3                    | Stade Mohamed-Hamlaoui         | 25 000   | Naturelle   |
| ES Sétif              | (46é saison)1997  | 1                    | Stade du 8-Mai-1945            | 25 000   | Synthétique |
| JS Kabylie            | (45é saison) 1969 | 7                    | Stade du 1er-Novembre-1954     | 20 000   | Synthétique |
| JSM Béjaïa            | (14é saison) 2006 | 11                   | Stade de l'Unité Maghrébine    | 17 500   | Synthétique |
| JS Saoura             | (2é saison) 2012  | 9                    | Stade du 20-Août-1955          | 15 000   | Synthétique |
| MC Alger              | (45é saison) 2003 | 5                    | Stade Omar-Hamadi              | 15 000   | Synthétique |
| MC El Eulma           | (6é saison) 2008  | 8                    | Stade Messaoud-Zougar          | 25 000   | Naturelle   |
| MC Oran               | (49é saison) 2009 | 12                   | Stade Ahmed-Zabana             | 35 000   | Synthétique |
| MO Béjaïa             | (1er saison) 2013 | 3 (L2)               | Stade de l'Unité Maghrébine    | 17 500   | Synthétique |
| RC Arbaa              | (1er saison) 2013 | 2 (L2)               | Stade des frères Brakni        | 10 000   | Synthétique |
| USM Alger             | (34é saison) 1995 | 4                    | Stade Omar-Hamadi              | 15 000   | Synthétique |
| USM El Harrach        | (31é saison) 2008 | 2                    | Stade du 1er-Novembre-1954     | 8 000    | Synthétique |

## Compétition

### Classement
| Rang | Équipe                | Pts | J  | G  | N  | P  | Bp | Bc | Diff |
| ---- | --------------------- | --- | -- | -- | -- | -- | -- | -- | ---- |
| 1    | USM Alger             | 68  | 30 | 20 | 8  | 2  | 49 | 21 | +28  |
| 2    | JS Kabylie *          | 54  | 30 | 15 | 9  | 6  | 39 | 21 | +18  |
| 3    | ES Sétif ** T         | 53  | 30 | 15 | 8  | 7  | 40 | 26 | +14  |
| 4    | MC El Eulma           | 48  | 30 | 13 | 9  | 8  | 38 | 28 | +10  |
| 5    | USM El Harrach ***    | 47  | 30 | 13 | 8  | 9  | 34 | 27 | +7   |
| 6    | ASO Chlef             | 45  | 30 | 12 | 9  | 9  | 29 | 19 | +10  |
| 7    | MC Alger C'S'         | 45  | 30 | 13 | 6  | 11 | 26 | 25 | +1   |
| 8    | RC Arbaa P            | 44  | 30 | 12 | 8  | 10 | 33 | 32 | +1   |
| 9    | JS Saoura             | 42  | 30 | 13 | 6  | 11 | 38 | 36 | +2   |
| 10   | CS Constantine        | 41  | 30 | 10 | 11 | 9  | 30 | 31 | -1   |
| 11   | MO Béjaïa P           | 36  | 30 | 11 | 6  | 14 | 29 | 35 | -6   |
| 12   | MC Oran               | 35  | 30 | 9  | 8  | 13 | 33 | 40 | -7   |
| 13   | CR Belouizdad         | 32  | 30 | 9  | 5  | 16 | 26 | 33 | -7   |
| 14   | JSM Béjaïa            | 28  | 30 | 7  | 7  | 16 | 24 | 44 | -20  |
| 15   | CA Bordj Bou Arreridj | 21  | 30 | 4  | 9  | 17 | 23 | 47 | -24  |
| 16   | CRB Aïn Fakroun P     | 20  | 30 | 5  | 5  | 20 | 16 | 39 | -23  |

Qualifications internationales
- Ligue des champions de la CAF 2015
- Coupe de la confédération 2015

* L'équipe de la JS Kabylie a été disqualifiée des compétitions africaines par la Confédération africaine de football à la suite de l'affaire du joueur Ebossé, remplacée initialement par l'ES Sétif puis finalement par le MC El Eulma.
** L'équipe de l'ES Sétif participera en ligue des champions d'Afrique 2015 grâce à son sacre final lors de l'édition 2014, remplacée initialement par le MC El Eulma puis finalement par l'ASO Chlef.
*** L'équipe de l'USM El Harrach n'a pas été retenu dans le cadre des participations en compétitions africaines à cause de sa disqualification à la suite de son abstention de participer lors de la précédente saison.
Relégation
- Relégation en Ligue 2

Abréviations
T: Tenant du titre

S: Vainqueur de la Supercoupe d'Algérie 2014

C: Vainqueur de la Coupe d'Algérie 2013-2014

P: Promus de Ligue 2 2012-2013

### Résultats
| Résultats (▼dom., ►ext.)                                   | ASO | CABBA | CRBAF | CRB | CSC | ESS | JSK | JSMB | JSS | MCA | MCEE | MCO | MOB | RCA | USMA | USMH |
| ASO Chlef                                                  |     | 1-0   | 0-0   | 2-1 | 3-0 | 0-1 | 1-1 | 2-1  | 1-0 | 0-1 | 2-1  | 2-0 | 2-0 | 2-0 | 0-0  | 0-1  |
| CA Bordj Bou Arreridj                                      | 1-3 |       | 0-0   | 1-1 | 0-1 | 1-1 | 0-1 | 3-1  | 0-3 | 1-0 | 0-0  | 3-1 | 1-3 | 1-3 | 0-0  | 0-0  |
| CRB Aïn Fakroun                                            | 1-4 | 2-0   |       | 0-2 | 0-2 | 0-1 | 0-1 | 0-1  | 0-0 | 1-0 | 1-0  | 0-1 | 2-1 | 1-0 | 0-2  | 0-3  |
| CR Belouizdad                                              | 1-0 | 2-0   | 0-0   |     | 2-1 | 1-2 | 1-0 | 0-1  | 2-1 | 0-1 | 1-1  | 2-2 | 1-0 | 1-0 | 2-2  | 2-1  |
| CS Constantine                                             | 1-1 | 0-0   | 2-1   | 1-0 |     | 2-1 | 0-0 | 1-1  | 1-1 | 0-1 | 0-0  | 2-1 | 2-1 | 1-1 | 1-2  | 1-1  |
| ES Sétif                                                   | 1-0 | 4-3   | 1-0   | 1-0 | 1-1 |     | 0-2 | 5-0  | 1-0 | 2-1 | 0-0  | 1-1 | 3-2 | 0-1 | 1-1  | 0-1  |
| JS Kabylie                                                 | 1-0 | 2-0   | 1-0   | 3-1 | 1-2 | 1-1 |     | 1-0  | 2-0 | 3-0 | 2-0  | 2-0 | 0-0 | 1-0 | 0-0  | 2-0  |
| JSM Béjaïa                                                 | 1-1 | 1-1   | 1-1   | 1-0 | 3-1 | 0-2 | 2-1 |      | 1-4 | 0-1 | 1-1  | 1-0 | 0-0 | 0-1 | 1-2  | 1-2  |
| JS Saoura                                                  | 0-1 | 4-0   | 2-1   | 1-0 | 0-3 | 0-3 | 1-1 | 2-0  |     | 2-0 | 3-2  | 3-1 | 2-1 | 1-1 | 0-0  | 3-1  |
| MC Alger                                                   | 0-0 | 1-0   | 3-2   | 2-1 | 1-0 | 1-1 | 1-0 | 2-1  | 3-0 |     | 0-0  | 2-0 | 2-2 | 2-0 | 0-3  | 0-1  |
| MC El Eulma                                                | 2-1 | 1-0   | 3-1   | 1-0 | 4-0 | 2-1 | 3-4 | 2-1  | 1-2 | 1-0 |      | 2-1 | 2-0 | 2-1 | 1-0  | 0-0  |
| MC Oran                                                    | 1-0 | 3-2   | 3-1   | 1-0 | 0-0 | 0-1 | 0-0 | 3-1  | 4-1 | 1-1 | 1-0  |     | 2-0 | 2-2 | 0-1  | 1-1  |
| MO Béjaïa                                                  | 0-0 | 3-0   | 1-0   | 1-0 | 2-0 | 2-0 | 1-1 | 0-1  | 1-1 | 1-0 | 1-2  | 1-0 |     | 2-0 | 0-3  | 2-1  |
| RC Arbaa                                                   | 0-0 | 2-0   | 2-1   | 3-2 | 1-0 | 1-0 | 4-3 | 1-1  | 2-1 | 0-0 | 1-1  | 1-1 | 1-0 |     | 0-1  | 2-1  |
| USM Alger                                                  | 2-0 | 1-3   | 1-0   | 2-0 | 1-1 | 2-2 | 3-2 | 1-0  | 1-0 | 1-0 | 2-1  | 5-2 | 4-1 | 2-1 |      | 2-1  |
| USM El Harrach                                             | 0-0 | 2-2   | 1-0   | 1-0 | 1-2 | 0-2 | 0-0 | 3-0  | 1-0 | 1-0 | 2-2  | 2-0 | 2-0 | 2-1 | 1-2  |      |
| - Victoire à domicile - Match nul - Victoire à l'extérieur |     |       |       |     |     |     |     |      |     |     |      |     |     |     |      |      |

### Domicile et extérieur
Source : Classement domicile et Classement extérieur sur dzfoot.com.

| Rang | Équipe                | Pts | J  | G  | N | P | Bp | Bc | Diff |
| ---- | --------------------- | --- | -- | -- | - | - | -- | -- | ---- |
| 1    | USM Alger             | 38  | 15 | 12 | 2 | 1 | 30 | 14 | +16  |
| 2    | MC El Eulma           | 37  | 15 | 12 | 1 | 2 | 27 | 12 | +15  |
| 3    | JS Kabylie            | 36  | 15 | 11 | 3 | 1 | 22 | 4  | +18  |
| 4    | RC Arbaa              | 32  | 15 | 9  | 5 | 1 | 21 | 12 | +9   |
| 5    | MC Alger              | 31  | 15 | 9  | 4 | 2 | 20 | 11 | +9   |
| 6    | MO Béjaïa             | 30  | 15 | 9  | 3 | 3 | 18 | 7  | +11  |
| 7    | JS Saoura             | 30  | 15 | 9  | 3 | 3 | 24 | 15 | +9   |
| 8    | MC Oran               | 29  | 15 | 8  | 5 | 2 | 22 | 11 | +11  |
| 9    | ASO Chlef             | 28  | 15 | 8  | 4 | 3 | 18 | 8  | +10  |
| 10   | ES Sétif              | 28  | 15 | 8  | 4 | 3 | 21 | 13 | +8   |
| 11   | USM El Harrach        | 28  | 15 | 8  | 4 | 3 | 19 | 11 | +8   |
| 12   | CR Belouizdad         | 28  | 15 | 8  | 4 | 3 | 18 | 12 | +6   |
| 13   | CS Constantine        | 23  | 15 | 5  | 8 | 2 | 15 | 12 | +3   |
| 14   | JSM Béjaïa            | 17  | 15 | 4  | 5 | 6 | 14 | 18 | -4   |
| 15   | CRB Aïn Fakroun       | 16  | 15 | 5  | 1 | 9 | 8  | 18 | -10  |
| 16   | CA Bordj Bou Arreridj | 15  | 15 | 3  | 6 | 6 | 12 | 18 | -6   |

| Rang | Équipe                | Pts | J  | G | N | P  | Bp | Bc | Diff |
| ---- | --------------------- | --- | -- | - | - | -- | -- | -- | ---- |
| 1    | USM Alger             | 30  | 15 | 8 | 6 | 1  | 17 | 7  | +10  |
| 2    | ES Sétif              | 25  | 15 | 7 | 4 | 4  | 19 | 13 | +6   |
| 3    | USM El Harrach        | 19  | 15 | 5 | 4 | 6  | 15 | 16 | -1   |
| 4    | JS Kabylie            | 18  | 15 | 4 | 6 | 5  | 17 | 17 | 0    |
| 5    | CS Constantine        | 18  | 15 | 5 | 3 | 7  | 14 | 20 | -6   |
| 6    | ASO Chlef             | 15  | 15 | 3 | 6 | 6  | 11 | 12 | -1   |
| 7    | MC Alger              | 14  | 15 | 4 | 2 | 9  | 6  | 14 | -8   |
| 8    | JS Saoura             | 13  | 15 | 3 | 4 | 8  | 15 | 21 | -6   |
| 9    | RC Arbaa              | 12  | 15 | 3 | 3 | 9  | 12 | 20 | -8   |
| 10   | MC El Eulma           | 11  | 15 | 1 | 8 | 6  | 11 | 17 | -6   |
| 11   | JSM Béjaïa            | 11  | 15 | 3 | 2 | 10 | 10 | 26 | -16  |
| 12   | MO Béjaïa             | 6   | 15 | 1 | 3 | 10 | 11 | 26 | -15  |
| 13   | CA Bordj Bou Arreridj | 6   | 15 | 1 | 3 | 10 | 11 | 29 | -18  |
| 14   | MC Oran               | 6   | 15 | 1 | 3 | 10 | 11 | 29 | -18  |
| 15   | CR Belouizdad         | 4   | 15 | 1 | 1 | 13 | 8  | 21 | -13  |
| 16   | CRB Aïn Fakroun       | 4   | 15 | 0 | 4 | 11 | 8  | 21 | -13  |

## Statistiques

### Bilan de la saison
Mis à jour le 27 mai 2014.
- Meilleure attaque : USM Alger, 49 buts
- Meilleure défense : ASO Chlef, 19 buts
- Premier but de la saison :  Gourmi   45e pour l'ES Sétif contre le CRB Aïn Fakroun (1-0), le 24 août 2013.
- Dernier but de la saison :  Bouguelmouna   87e pour la JS Saoura contre le CA Bordj Bou Arreridj (4-0), le 24 mai 2014.
- Premier but contre son camp :  Belkacem Remache   70e (csc) pour le MC El Eulma en faveur de la JS Kabylie (3-4), le 24 août 2013.
- Premier penalty :  Abdelmalek Ziaya   86e (pen.) pour l'USM Alger contre le MO Béjaïa (4-1), le 24 août 2013.
- Premier doublé :  Mebarki   15e   45e pour la JS Saoura contre l'USM El Harrach (3-1), le 24 août 2013.
- Premier triplé :  Adel Bougueroua   39e   76e   85e pour le RC Arba contre le CR Belouizdad (3-2), le 18 janvier 2014.
- Journée de championnat la plus riche en buts : 27e journée, avec 29 buts
- Journée de championnat la plus pauvre en buts : 5e journée, avec 6 buts
- Plus grande marge de buts dans une rencontre : 7 buts
  - ES Sétif 4-3 CA Bordj Bou Arreridj, le 10 mai 2014.
  - MC El Eulma 3-4 JS Kabylie, le 24 août 2013.
- Plus grand nombre de buts dans une rencontre : 5 buts
  - ES Sétif 5-0 JSM Béjaïa, le 24 septembre 2013.
- Nombre de buts inscrits durant la saison : 505 (16.83/journée)
  - 309 buts inscrits à domicile (20.6/journée) ;
  - 196 buts inscrits à l'extérieur (13.06/journée).

### Classement des buteurs
| Rang | Joueur                 | Club           | Buts | Pen. |
| ---- | ---------------------- | -------------- | ---- | ---- |
| 1    | Albert Ebossé Bodjongo | JS Kabylie     | 17   | 4    |
| 2    | Farès Hemitti          | MC El Eulma    | 13   | 5    |
| 2    | Adel Bougueroua        | RC Arba        | 13   | 3    |
| 4    | Hamza Boulemdaïs       | CS Constantine | 12   | 1    |
| 5    | Mohamed Aoudou         | JS Saoura      | 10   |      |
| 5    | Noureddine Daham       | ASO Chlef      | 10   |      |
| 5    | Abderahmane Hachoud    | MC Alger       | 10   |      |
| 8    | Ramzi Bourekba         | CR Belouizdad  | 8    | 1    |
| 8    | Faouzi Rahal           | MO Béjaïa      | 8    | 2    |
| 10   | Mohamed Lamine Abid    | USM El Harrach | 7    | 1    |
| 10   | Ali Amiri              | RC Arba        | 7    | 3    |
| 10   | Khaled Gourmi          | ES Sétif       | 7    | 3    |
| 10   | Nassim Yattou          | MO Béjaïa      | 7    | 1    |
| 10   | Ibrahim Chenihi        | MC El Eulma    | 7    |      |
| 10   | Walid Derrardja        | MC El Eulma    | 7    |      |
| 10   | Rachid Nadji           | ES Sétif       | 7    | 1    |